# Akira Nišino
Akira Nišino (japonsko 西野 朗), japonski nogometaš, 7. april 1955.
Za japonsko reprezentanco je odigral 12 uradnih tekem.